# Brestov (Humenné)
Brestov (in ungherese Alsóberek, in tedesco Brestau) è un comune della Slovacchia facente parte del distretto di Humenné, nella regione di Prešov.

## Storia
Il villaggio venne menzionato per la prima volta in un documento storico nel 1567 (con il nome di Brezto), quale possedimento della Signoria di Humenné. Nel XVIII secolo passò ai conti Dernath, una delle più potenti famiglie di latifondisti locali. Nel XIX secolo venne ereditato dagli Andrássy che lo detennero per circa un secolo.